# Гервин, Клаус
Кла́ус Ге́рвин (нем. Klaus Gerwien; 11 сентября 1940, Элк — 3 сентября 2018) — западногерманский футболист, играл на позиции нападающего.

## Биография

### Клубная карьера
Гервин в течение трёх сезонов играл за «Вольфсбург», выступавшей в Оберлиге Север. В составе «волков» он сыграл 58 матчей и забил 18 мячей.
В 1961 году перешёл в браунгшвейгский «Айнтрахт», с которым была связана его дальнейшая карьера. В составе «львов» он отыграл 12 сезонов и в 1967 году выиграл чемпионский титул. Всего в составе «Айнтрахта» Гервин сыграл 297 матчей и забил 43 голов, в том числе 237 матчей в Бундеслиге. В этом же клубе в 1973 году он завершил игровую карьеру.

### Карьера в сборной
В составе сборной ФРГ сыграл 6 матчей, в том числе принимал участие в отборе на чемпионат мира 1970 года.

### Смерть
Скончался 3 сентября 2018 года в возрасте 77 лет, не дожив восьми дней до 78-летия.

## Достижения
«Айнтрахт» (Брауншвейг)
- Чемпион Германии (1): 1966/67